# 峩々温泉
峩々温泉（ががおんせん）は宮城県柴田郡川崎町にある温泉。

## 泉質
- ナトリウム・カルシウム-炭酸水素塩・硫酸塩泉
- 源泉温度 58.1℃

## 温泉街
1軒宿がある。かつては湯治場だったが、現在は新築された近代的な宿泊棟となっている。日本秘湯を守る会会員。

## アクセス
- 車：蔵王エコーラインより県道255号に入る。
- 鉄道： 東北新幹線白石蔵王駅・東北本線白石駅からミヤコーバスの路線バス、もしくは仙台駅から同社仙台 - 村田・蔵王町線の高速バスで遠刈田温泉、送迎バスのりかえ。送迎にはレトロなボンネットバスで知られる。